# Anna Enocsson
Anna Elisabeth Enocsson (ur. 18 marca 1971 w Skövde) – szwedzka kolarka górska.

## Kariera
Największy sukces w karierze Anna Enocsson osiągnęła w sezonie 2005, kiedy zajęła trzecie miejsce w klasyfikacji maratonu Pucharu Świata. W klasyfikacji tej wyprzedziły ją tylko dwie reprezentantki Szwajcarii: Daniela Louis oraz Esther Süss. Sześciokrotnie stawała na podium zawodów pucharowych, przy czym dwukrotnie zwyciężała: 10 lipca w Bad Goisern oraz 13 sierpnia 2005 roku w Falun. Jej najlepszym wynikiem na mistrzostwach świata było czwarte miejsce w sztafecie podczas MŚ w Livigno w 2005 roku. W tym samym roku była także czwarta na mistrzostwach świata w maratonie MTB w Lillehammer. W zawodach tych przegrała walkę o brąz z Petrą Henzi ze Szwajcarii o 19 sekund. Była ponadto szósta w cross-country na mistrzostwach Europy w St. Wendel w 2006 roku. Nigdy nie wystąpiła na igrzyskach olimpijskich.